# رایان ویتنی
رایان ویتنی (انگلیسی: Ryan Whitney؛ زادهٔ ۱۹ فوریهٔ ۱۹۸۳) بازیکن هاکی روی یخ اهل ایالات متحده آمریکا است.
از باشگاه‌هایی که در آن بازی کرده‌است می‌توان به ادمونتون اویلرز و آناهایم داکس اشاره کرد.